# Damián Albil
Damián Albil (Lomas de Zamora, 9 de fevereiro de 1979) é um futebolista profissional argentino que atua como goleiro.

## Carreira
Damián Albil se profissionalizou no Independiente.

### Independiente
Damián Albil integrou o Independiente na campanha vitoriosa da Copa Sulamericana de 2017.

## Títulos
Independiente
- Primera Division Argentina: Apertura 2002
- Copa Sul-americana: 2017